# 10346 Triathlon
A 10346 Triathlon (ideiglenes jelöléssel 1992 GA1) a Naprendszer kisbolygóövében található aszteroida. Carolyn S. Shoemaker és D. H. Levy fedezte fel 1992. április 2-án.